# Vuelta a Murcia 2013
La Vuelta a Murcia 2013, trentatreesima edizione della corsa valevole come prova del circuito UCI Europe Tour 2013 categoria 1.1, si svolse il 23 febbraio 2013 per un percorso totale di 182,5 km con partenza da Murcia e arrivo al Castello di Lorca. Fu vinta dallo spagnolo Daniel Navarro, del team Cofidis, che si impose in 4 ore 40 minuti e 32 secondi, alla media di 39,03 km/h.
Al traguardo sul Castello di Lorca 65 ciclisti completarono la vuelta.

## Squadre e corridori partecipanti
| N.    | Cod. | Squadra                    |
| ----- | ---- | -------------------------- |
| 1-8   | MOV  | Movistar Team              |
| 11-18 | EUS  | Euskaltel-Euskadi          |
| 21-28 | BLA  | Blanco Pro Cycling Team    |
| 31-38 | COF  | Cofidis, Solutions Credits |
| 41-48 | VCD  | Vacansoleil-DCM            |
| 51-58 | AST  | Astana Pro Team            |

| N.      | Cod. | Squadra              |
| ------- | ---- | -------------------- |
| 61-68   | TNE  | Team NetApp-Endura   |
| 71-78   | CCC  | CCC Polsat Polkowice |
| 81-88   | CJR  | Caja Rural           |
| 91-98   | SOJ  | Sojasun              |
| 101-108 | EUK  | Euskadi              |

## Classifica generale
| Pos. | Corridore          | Squadra       | Tempo    |
| ---- | ------------------ | ------------- | -------- |
| 1    | Daniel Navarro     | Cofidis       | 4h40'32" |
| 2    | Bauke Mollema      | Blanco        | s.t.     |
| 3    | Alejandro Valverde | Movistar Team | s.t.     |
| 4    | Robert Gesink      | Blanco        | s.t.     |
| 5    | Luis Ángel Maté    | Cofidis       | s.t.     |
| 6    | Igor Antón         | Euskaltel     | s.t.     |
| 7    | Davide Rebellin    | CCC Polsat    | s.t.     |
| 8    | Jakob Fuglsang     | Astana        | s.t.     |
| 9    | Jonathan Hivert    | Sojasun       | s.t.     |
| 10   | Josué Moyano       | Caja Rural    | s.t.     |